# 人民劇院
人民劇院（Folketeatret）是位於丹麥首都哥本哈根市中心的一座劇院。人民劇院創建於1857年，是哥本哈根重要的表演場地之一。人民劇院的創建者是漢斯·威廉·蘭格。 